# 稲垣兼太郎
稲垣兼太郎（いながき けんたろう、1854年〔安政元年〕- 1940年〔昭和15年〕11月22日）は、囲碁の棋士。江戸生まれ、本因坊秀和門下、方円社などに所属、七段。号は日省。中京碁界を組織したパイオニア的存在。

## 経歴
江戸に生まれ、幼児から本因坊秀和門下の佐瀬秀石に入門し、勝田栄輔にも指導を受ける。1869年（明治2年）16歳で秀和より初段を許される。しかし囲碁で身を立てる道は選ばず、学業の後陸軍省に入り、1877年西南戦争の功で賞勲局総裁三条実美より賞状を受け、翌年大蔵省に転じる。
方円社設立に伴い入社し、1880年より定式会に参加し三段まで進む。その後官吏を辞し、20年ほど事業に励むが成功しなかった。その間は客員として散発的に定式会に参加し、1901年に四段に進むとともに囲碁専業を決意、間もなく五段に進む。本因坊秀哉が本因坊家を継ぐと、旧交によって坊門となり、新聞棋戦にも参加。1909年に囲碁教室を閉鎖して全国漫遊し、東北、北海道、続いて名古屋、岐阜、大阪、神戸を回り、各地愛好者と手合を行った。1910年に三輪喜兵衛ら愛好者の求めで名古屋に道場を定めて在住し、中京囲碁会を発会。翌1911年10月に雑誌『中京碁界』発刊。1912年に本因坊秀哉より六段を受ける。翌年3月にこの昇段披露会を行い、京都寂光寺28世日主より日号「日省」を授与される。また当日、本因坊算砂が近衛関白より授与された桑碁盤、南京石碁石の使用を許され、初段水谷鎌三郎と三子で席上対局を行った。
1918年に名古屋で創刊された雑誌『囲碁之明星』では講師を務める。1921年には大阪での16世井上因碩の披露会に出席。1922年古稀を迎え、有志により八事山興正寺境内に寿碑建立。隣接の八勝館での記念棋会では、東西の棋士他400名が出席する盛会となった。1923年の碁界合同の協議会に参加し、1924年の日本棋院設立に参加。1929年七段昇段。1931年に読売新聞企画により呉清源と対局（呉先番13目勝）。1940年死去。廉潔、洒落の性格、書に堪能であったという。門下に、河合菊次、渡邊英夫。
日本棋院設立時に、他の関西都市と同様に棋院支部設立を予定したが、これは後に1940年東海支部を経て日本棋院中部総本部となった。

## 著作
- 『囲碁の礎』博文館 1909年
- 『烏鷺杖紀』中京囲棋研究会 1911年
- 『囲碁について』名古屋中央放送局 1926年
- 『囲碁実戦五十番』大文館書店 1929年

## 注
1. ↑  林裕「囲碁ジャーナリズム小史」（榊山潤編『碁苦楽』南北社 1962年）